# Спалахор
Спалахор — индо-скифский правитель в Арахосии в I веке до н. э.

## Биография
Имя Спалахора, начертанное на кхароштхи, размещено на реверсивной стороне монет, на аверсе которых указано на греческом языке имя его брата — индо-скифского царя Вонона
Н. Дибвойз отмечал, что после того как Азилис был вынужден отказаться от Арахосии, она перешла в подчинение Вонона. Непосредственное же управление этими землями осуществлял Спалахор вместе со своим сыном Спалагадамом. По замечанию У. Тарна, Спалахор, как и другие сакские правители Арахосии и Кабула, находился в вассальных отношениях с «великим царём царей» Вононом, и умер примерно в 50 году до н. э., за несколько лет до вторжения армии индо-греческого царя Гермея.
Некоторые исследователи, как указывал и Наррайн А., отождествляют Спалахора и Спалириса.